# Türnau (Gemeinde Haugschlag)
Türnau ist eine Ortschaft und eine Katastralgemeinde der Gemeinde Haugschlag im Bezirk Gmünd in Niederösterreich mit 74 Einwohnern (Stand 1. Jänner 2024)..

## Geografie
Die Streusiedlung umfasst die Häuser südlich und östlich von Haugschlag bis zum Kastenitzerbach. Zur Ortschaft Türnau gehören auch die östlich von Türnau liegenden Alttürnauhäuser. Am 1. April 2020 zählte die Ortschaft 35 Adressen.

## Geschichte
Die Streusiedlung Türnau wurde in der ersten Hälfte des 18. Jahrhunderts wiederbesiedelt. In den Sterbematriken wird Türnau ab den 1730er-Jahren erwähnt. In einem herrschaftlichen Grundbuch des 16. Jahrhunderts wird Türnau als verödetes Dorf geführt. Ab 1728 werden die neugestifteten Hütten von Türnau im Grundbuch erwähnt. Der Ort zählte zur Herrschaft Litschau.
Die karg bestifteten Bauern konnten ihren häuslichen Bedarf decken, schrieb Schweickhardt, weshalb allerorts auch die Baumwollweberei betrieben wurde. Der herrschaftliche Gutshof war aufgrund der Schafzucht von Bedeutung. Im Jahr 1822 wurde der Ort als Amt mit 29 Häusern genannt, das nach Haugschlag eingepfarrt war, wohin auch die Kinder eingeschult wurden. Die Herrschaft Litschau besaß die Ortsobrigkeit, übte die Landgerichtsbarkeit aus, besorgte die Konskription und hatte die Grundherrschaft inne.
Laut Adressbuch von Österreich waren im Jahr 1938 in Türnau ein Gastwirt, eine Mühle samt Sägewerk und ein Trafikant ansässig.

## Siedlungsentwicklung
1751 zählte Türnau 9 untertänige Häuser.
Zum Jahreswechsel 1979/1980 befanden sich in der Katastralgemeinde Türnau insgesamt 34 Bauflächen mit 15.964 m² und 14 Gärten auf 4.035 m², 1989/1990 bestanden weiterhin diese 34 Bauflächen. 1999/2000 war die Zahl der Bauflächen auf 104 angewachsen und 2009/2010 waren es 58 Gebäude auf 96 Bauflächen.

## Bodennutzung
Die Katastralgemeinde ist landwirtschaftlich geprägt. 125 Hektar wurden zum Jahreswechsel 1979/1980 landwirtschaftlich genutzt und 56 Hektar waren forstwirtschaftlich geführte Waldflächen. 1999/2000 wurde auf 110 Hektar Landwirtschaft betrieben und 68 Hektar waren als forstwirtschaftlich genutzte Flächen ausgewiesen. Ende 2018 waren 107 Hektar als landwirtschaftliche Flächen genutzt und Forstwirtschaft wurde auf 6.767 Hektar betrieben. Die durchschnittliche Bodenklimazahl von Türnau beträgt 16,7 (Stand 2010).